# FK Rossijanka
Der FK Rossijanka Moskowskaja Oblast (russisch ФК «Россиянка» Московская область) ist ein Frauenfußballverein aus Krasnoarmeisk in der Oblast Moskau in der Nähe von Moskau.

## Geschichte
Der Verein wurde am 1. März 1990 als Futsal-Verein unter dem Namen Orljonok (russisch Орлёнок = Kleiner Adler) gegründet. Zwei Jahre später schloss sich der Verein dem nationalen Futsalverband an. 1994 folgte die erste Meisterschaft und die Umbenennung in Nadescheda (russisch Надежда = Hoffnung). 1998 gab man den Futsal auf und wandte sich dem klassischen Fußball zu. 1999 nahm man erstmals an der Meisterschaft teil und wurde Fünfter. 2001 benannte sich der Club für ein Jahr in Nadeschda-Gudok (russisch Надежда-Гудок ~ Sirene der Hoffnung) um. 2003 wechselte die Mannschaft unter die Schirmherrschaft des Sportclubs des russischen Veteranenverbandes Boewoe bratstwo, Regionalabteilung Oblast Moskau. 2004 wurde der Club erstmals Vizemeister und nahm seinen aktuellen Namen an; 2005 konnte man im Folgejahr die Meisterschaft und den Pokal gewinnen. Der erste Auftritt im UEFA Women’s Cup war recht erfolgreich. In der ersten Runde setzte man sich gegen Alma KTZH (Kasachstan), FK Slovan Duslo Šaľa (Slowakei) und CFF Clujana Cluj (Rumänien) durch. Nach der erfolgreichen Titelverteidigung 2006 musste man sich 2007, 2008 und 2009 dem Aufsteiger Swesda 2005 Perm geschlagen geben. Der Club wurde jeweils Vizemeister. 2010 holte sich der Verein wieder den Meistertitel. Im Juni 2011 absolvierte der Klub einige Trainingseinheiten im Bikini und wollte auch mit einer Sondergenehmigung im nächsten Spiel im Zweiteiler antreten. Grund für die Freizügigkeit ist, dass der Frauenfußball nicht so populär ist wie bei den Männern.

## Erfolge
- Russischer Meister 2005, 2006, 2010
  - Russischer Vizemeister 2004, 2007, 2008, 2009
- Russischer Pokalsieger 2005, 2006, 2008, 2009, 2010
  - Russischer Vizepokalsieger 2004, 2007